# Сем Вортингтон
Самјуел Хенри Џон Вортингтон (енгл. Samuel Henry John Worthington; Годалминг, 2. август 1976) је аустралијски глумац. После скоро деценије играња у аустралијским серијама и филмовима, Вортингтон је запажен од стране Холивуда играјући у филму Терминатор: Спасење, као и главну улогу у филмовима о  Аватару и Борба титана.